# Leucania imperfecta
Leucania imperfecta là một loài bướm đêm trong họ Noctuidae.